# Аманда ночью
«Аманда ночью» (англ. Amanda by Night) — американский порнофильм 1981 года с элементами триллера и криминальной драмы. Картина стала классикой эпохи порношика, введена в Зал славы XRCO в 2004 году. Главную роль сыграла Вероника Харт, режиссёр — Гэри Грейвер (под псевдонимом «Роберт Маккаллум»).

## Сюжет
Аманда Хизер (Вероника Харт) — элитная высокооплачиваемая проститутка, которая хочет выйти из бизнеса. Проблема в том, что сутенёр продолжает платить ей всё больше и больше денег. Аманда соглашается оказать ему последнюю услугу и подставляет с одним из своих друзей, но тот самый друг погибает на работе, и в итоге она втянута обратно в мерзкий мир сутенёров, проституток и продажных полицейских, а всё, чего она хочет — это прожить свою жизнь и увидеть, как убийца предстанет перед судом.
Аманду преследует убийца; детектив (Р. Болла), расследующий дело, пытается заручиться её помощью, и хотя она не доверяет полицейским и поначалу отказывается, в конце концов соглашается сотрудничать.

## В ролях
- Вероника Харт — Аманда Хизер
- Роберт Керман (в титрах: R.Bolla) — лейтенант Амброуз Харт
- Саманта Фокс — Гвен
- Джеми Гиллис — Friday
- Рон Джереми — Розарио
- Лиза Де Лиу — Bev
- Эрик Эдвардс — парень из секса втроём
- Хершел Сэвадж (в титрах: Джоэл Кейн) — Фредди
- Мэй Лин (Mai Lin) — Лиз
- Дон Фернандо — гость вечеринки в светло-коричневой рубашке
- Гарольд Лайм — бармен

## Сексуальные сцены
- Сцена 1. Лиза Де Леу, Рон Джереми
- Сцена 2. Лиза Де Леу, Саманта Фокс, парень в маске
- Сцена 3. Вероника Харт, Джон Мартин
- Сцена 4. Ли Кэролл, Майкл Моррисон, Рон Джереми
- Сцена 5. Вероника Харт, Джеми Гиллис
- Сцена 6. Саманта Фокс, Джеми Гиллис
- Сцена 7. Мэй Лин, Николь Блэк, Гершель Сэвидж
- Сцена 8. Аркадия Лейк, Брук Вест, Эрик Эдвардс
- Сцена 9. Вероника Харт
- Сцена 10. Вероника Харт, Р. Болла

## Награды и номинации
- 1981 CAFA Awards
  - лучшая актриса второго плана — Лиза де Лиу (победа)[2]
  - лучший режиссёр — Роберт МакКалум (победа)[2]
  - лучший фильм (победа)[2]
- 2004 Зал славы XRCO
- 2005 Honor — AVN 500 Greatest Adult Films[2]
- 2011 AVN Awards — лучший классический релиз[2] (номинация)

## Интересные факты
- Во время сексуальной сцены между Джоном Олдерменом (в титрах: Фрэнк Холлоуэлл), Лизой де Леу и Самантой Фокс, Олдермен, который не является порноактером, был заменён дублёром.
- В Бриджпорте есть музыкальная группа Amanda By Night, названная в честь фильма.
- В фильме состоялся порнодебют актрисы Спарки Васк (Sparky Vasc).

## Сиквелы
В 1988 году вышло продолжение — Amanda by Night 2, за роль в котором Нина Хартли и Хершел Сэвадж получили премию AVN Awards за лучшую парную секс-сцену. Также вторая картина была представлена на AVN Awards в категории «лучший классический релиз».